# Festa nazionale del chamamé
La festa nazionale del chamamé (Fiesta Nacional del Chamamé) si celebra nella città di Corrientes, situata nell'Argentina nord-orientale, nello specifico presso l'anfiteatro Cocomarola e il Puente Pexoa; ogni anno, per alcuni giorni del mese di gennaio, si suona e si balla il chamamé, un genere musicale di origine folkloristica caratteristico della regione orientale dell'Argentina, del Paraguay, dello stato di Rio Grande do Sul, nella zona meridionale del Brasile, e di alcune zone dell'Uruguay.